# Sen szaleńca
Sen szaleńca – solowy album muzyczny polskiego gitarzysty i wokalisty Tadeusza Nalepy. 
Muzykę do wszystkich utworów napisał Tadeusz Nalepa, teksty piosenek – Bogdan Loebl. LP wydany został przez Polskie Nagrania „Muza” w 1987, CD w 1991. Reedycja Metal Mind Productions w 2007 (CD/MMP0461DG), digipak. 

## Muzycy
- Tadeusz Nalepa – gitara, śpiew
- Andrzej Nowak – gitara, śpiew
- Bogdan Kowalewski – gitara basowa
- Rafał Rękosiewicz – fortepian, organy
- Jarosław Szlagowski – perkusja

gościnnie
- Tomasz Szukalski – saksofon

## Lista utworów
Strona A
| 1. | "Na wysoką wchodzę górę" | 6:05  |
|    |                          |       |
| 2. | "Mój dom umiera"         | 5:05  |
|    |                          |       |
| 3. | "Kim bez ciebie jestem"  | 4:35  |
|    |                          |       |
| 4. | "Sen szaleńca"           | 3:25  |
|    |                          |       |
|    |                          | 19:10 |
|    |                          |       |
Strona B
| 5. | "Muszę dziś ciebie zabić"     | 6:15  |
|    |                               |       |
| 6. | "Oni mnie wyręczą w tym"      | 4:15  |
|    |                               |       |
| 7. | "Musisz kłamstwem karmić ich" | 5:50  |
|    |                               |       |
| 8. | "Kły wilczycy"                | 2:35  |
|    |                               |       |
|    |                               | 18:55 |
|    |                               |       |

## Informacje uzupełniające
- Operator dźwięku – Andrzej Lupa
- Reżyser nagrania – Andrzej Sasin
- Redakcja – T. Grabowski
- Zdjęcia – Andrzej Tyszko
- Projekt graficzny okładki – Lech Majewski
- Łączny czas nagrań – 38:10